# Пруды (Павловский район)
Пруды́ — деревня в Павловском районе Нижегородской области. Входит в состав городского поселения город Горбатов.